# تشارلز تايلور (رئيس ليبيريا)
تشارلز ماكارثر غانكاي تايلور (بالإنجليزية: Charles McArthur Ghankay Taylor) سياسي ورجل دولة ليبيري، رئيس ليبيريا الثاني والعشرون من 2 أغسطس 1997 حتى استقالته في 11 أغسطس 2003 م.
وُلد تايلور في أرثينغتون، مقاطعة مونتسرادو ، ليبيريا ، وحصل على شهادة جامعية في كلية بنتلي بالولايات المتحدة قبل أن يعود إلى ليبريا للعمل في حكومة صمويل دو. وبعد أن أبعده الرئيس دو بتهمة الاختلاس والسجن في ماساتشوستس، هرب تايلور من السجن وصل أخيرًا إلى ليبيا ، حيث تم تدريبه كمقاتل في حرب العصابات. وعاد إلى ليبيريا في عام 1989 كرئيس لمجموعة متمردة مدعومة من ليبيا ، الجبهة الوطنية الوطنية في ليبيريا ، للإطاحة بحكومة دو ، وتأسيس أول حركة مدنية ليبيرية، بعد إعدام دو سيطر تايلور على جزء كبير من البلاد وأصبح أحد أبرز أمراء الحرب في إفريقيا. بعد اتفاق سلام أنهى الحرب ، تم انتخاب تايلور رئيسًا في الانتخابات العامة 1997.
اتُّهم خلال فترة رئاسته بجرائم حرب وجرائم ضد الإنسانية بسبب تورطه في الحرب الأهلية في سيراليون.
أدانته المحكمة الخاصة بسيراليون في 26 أبريل 2012 بعد محاكمة استمرت خمس سنوات بجرائم حرب وجرائم ضد الإنسانية ليصبح أول رئيس أفريقي يمثل أمام محكمة دولية وأول رئيس دولة يدان منذ محكمة نورنبيرغ.

## وصلات خارجية
- تشارلز تايلور على موقع الموسوعة البريطانية (الإنجليزية)
- تشارلز تايلور على موقع مونزينجر (الألمانية)
- تشارلز تايلور على موقع إن إن دي بي (الإنجليزية)
- سيرة تشارلز تايلور على موقع هيئة الإذاعة البريطانية (بالإنجليزية)